# Mohamed Lahmar Abbou
Pour les articles homonymes, voir Mohamed Abbou.
Mohamed Lahmar Abbou (en arabe : محمد لحمر عبو) est un footballeur algérien né le 18 août 1986 à Relizane. Il évoluait au poste de milieu défensif.

## Biographie
Il évolue en première division algérienne avec les clubs du CR Belouizdad, ou il a remporté la coupe d'Algérie en 2009 et de l'USM Bel Abbès. Il dispute 115 matchs en inscrivant trois buts en Ligue 1.

## Palmarès
CR Belouizdad
- Coupe d'Algérie (1) :
  - Vainqueur : 2008-09.
  - Finaliste : 2011-12.